# 즐린

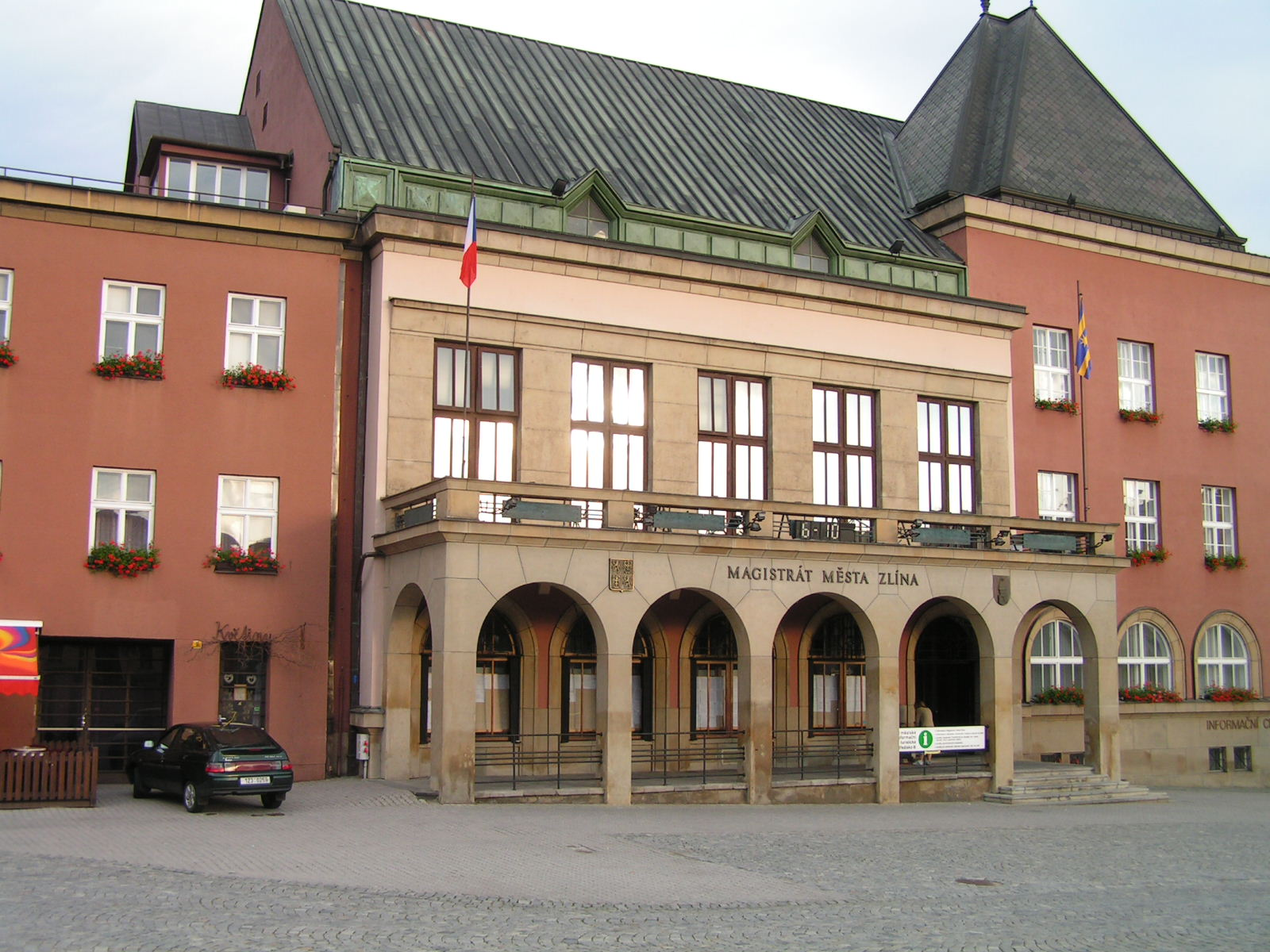
즐린 시청

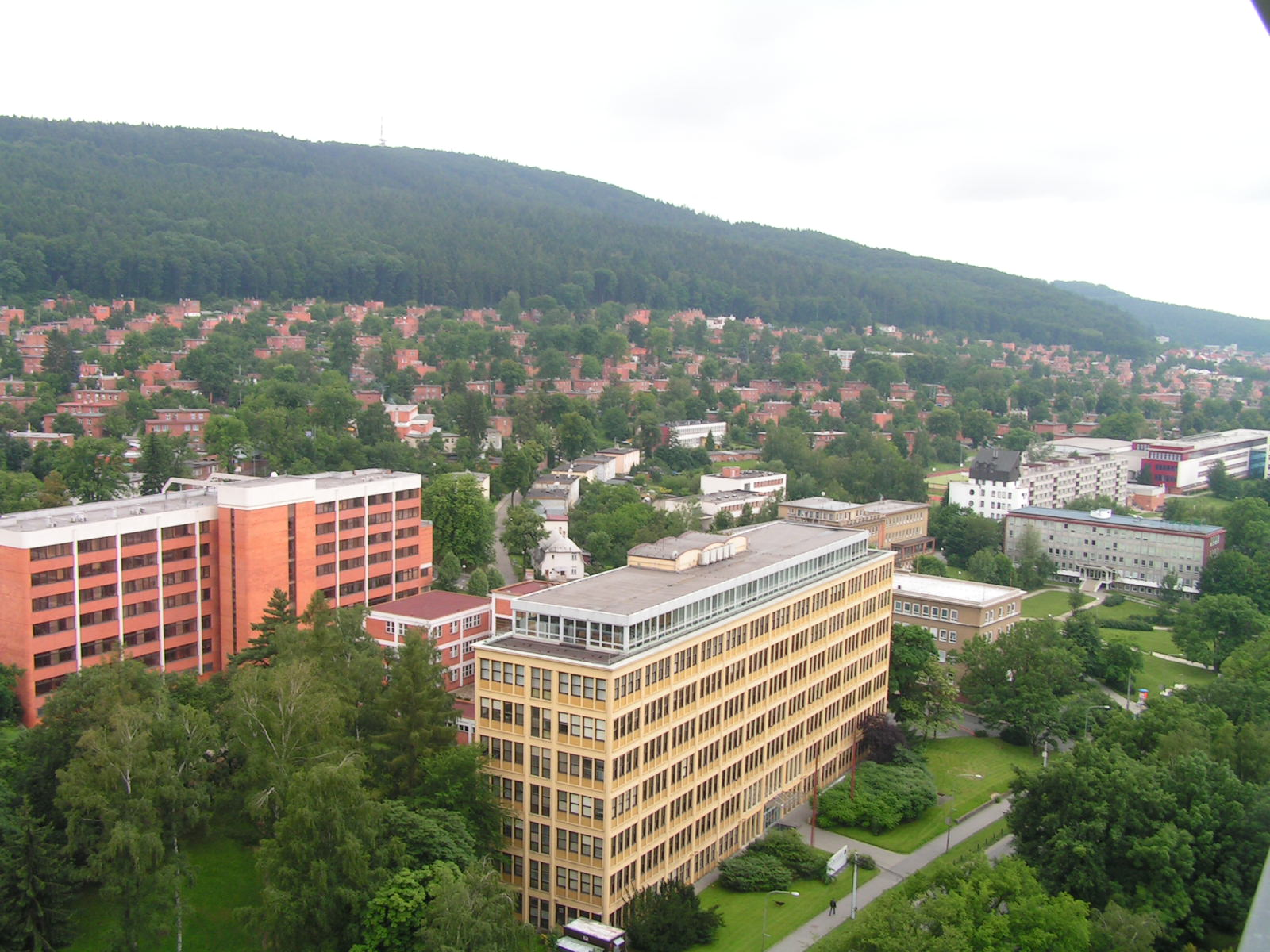
즐린 레트나 구

즐린(체코어: Zlín)은 체코 남동부 모라바 지방에 위치한 도시로, 즐린 주의 주도이며 면적은 102.83km2, 높이는 230m, 인구는 80,122명(2011년 기준), 인구 밀도는 779명/km2이다. 1949년부터 1990년까지는 한때 체코슬로바키아의 공산주의 지도자였던 클레멘트 고트발트의 이름을 딴 고트발도프(Gottwaldov)라고 부르기도 부르기도 했다.
현대적인 도시로서의 발전은 제화 회사 바타(Bata)와 밀접한 관련이 있다. 즐린은 바타의 창업자 토마시 바타(Tomáš Baťa)의 뛰어난 경영 수완과 함께 제1차 세계 대전 이후부터 대규모 성장을 기록하면서 널리 알려지게 된다.

## 인구
| 연도           | 인구   | ±%      |
| -------------- | ------ | ------- |
| 1869           | 9,889  | —       |
| 1880           | 10,265 | +3.8%   |
| 1890           | 10,455 | +1.9%   |
| 1900           | 10,944 | +4.7%   |
| 1910           | 11,970 | +9.4%   |
| 1921           | 13,488 | +12.7%  |
| 1930           | 33,068 | +145.2% |
| 1950           | 59,364 | +79.5%  |
| 1961           | 61,203 | +3.1%   |
| 1970           | 68,436 | +11.8%  |
| 1980           | 77,460 | +13.2%  |
| 1991           | 81,146 | +4.8%   |
| 2001           | 78,833 | −2.9%   |
| 2011           | 75,318 | −4.5%   |
| 2021           | 74,178 | −1.5%   |
| 출처: Censuses |        |         |

## 자매 도시
- 독일 알텐부르크
- 네덜란드 흐로닝언
- 폴란드 호주프
- 벨기에 이제험
- 독일 림바흐오버프로나
- 프랑스 로망쉬르이제르
- 이탈리아 세스토산조반니
- 슬로바키아 트렌친